# Bengt Sjöstedt

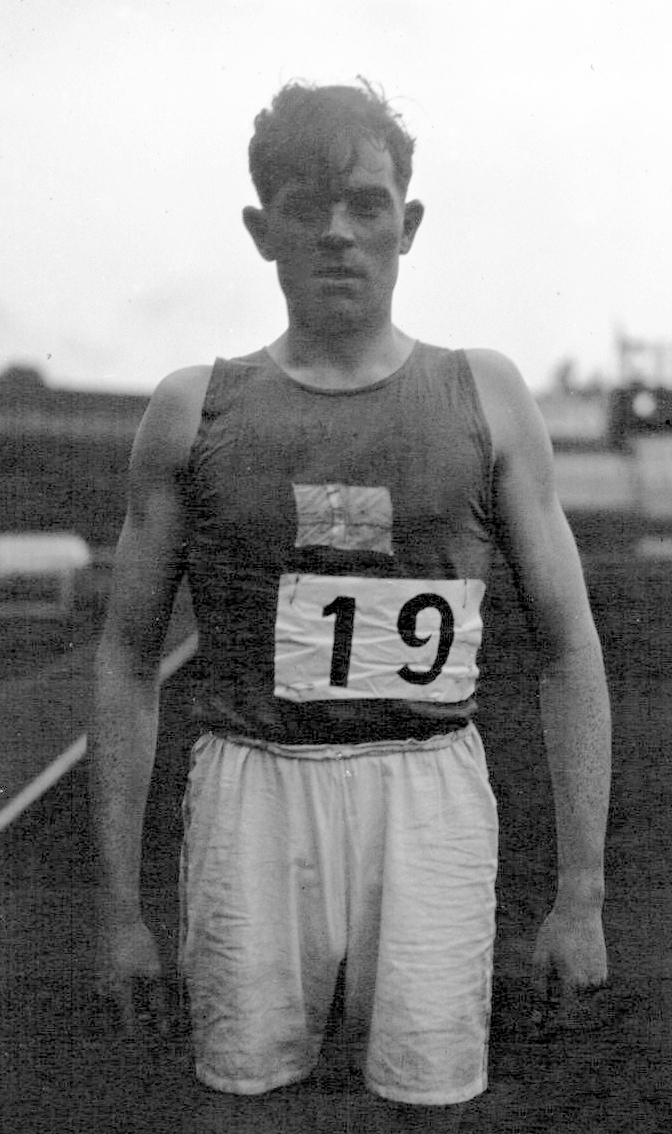
Bengt Sjöstedt, 1932.

Bengt Olof Albert Sjöstedt, född 2 november 1906 i Tenala, död 16 juli 1981 i Borgå, var en finlandssvensk häcklöpare och världsrekordinnehavare. Han representerade Finland på 110 meter häck vid de olympiska spelen 1928 och 1932.
Under sin karriär representerade Sjöstedt Ekenäs IF, Kronohagens IF och Helsingfors IFK. 
Sjöstedt tangerade världsrekordet på 110 meter häck, 14,4, den 5 september 1931 vid internationella tävlingar på Djurgårdens sportplan i Helsingfors.